# Drest VI
Drest VI, també conegut amb els noms de Drest mac Domnal i Drest mac Dúngail (o també amb la forma Drust), va ser rei dels pictes de 663 a 672. Va succeir al seu germà Gartnait IV al tron quan aquest va morir el 662. La llista de reis que proporciona la Crònica picta li dona un regnat de set anys. Drest va encapçalar una revolta dels pictes contra Egfrid de Northúmbria el 671.
Els Annals d'Ulster i els Annals de Tigernach expliquen que va ser derrotat per Egfrid a la batalla dels Dos Rius el 671 i que per aquesta raó va ser deposat com a rei. Va morir el 678.

## Vida
Drest era el germà de Gartnait mac Donnel, a qui va succeir. La Crònica picta li atribueix un regnat de 7 anys. Per a aquesta època els annals irlandesos mencionen diferents esdeveniments:
- 664: una batalla a Luith Feirn, a Fortrenn.[6]
- 668: el viatge (o l'exili?) dels fills de Gartnait a Irlanda amb la gent de Sci.[7]
- 669: la mort d'Itarman i de Corindu a la terra dels pictes.[8]
- 670: el retorn de la família de Gartnait d'Irlanda.[9]

La supremacia de Northúmbria sobre els pictes anava acompanyada de la implantació de l'església cristiana dels angles que sequia els ritus romans des de l'assemblea de Whitby del 664; aquesta església estava encapçalada per Wilfrid, ambiciós abat de Ripon.
Drest, així com el seu germà Gartnait, eren considerats uns titelles del rei de Northúmbria Oswiu. Quan el 670 Egfrid el va succeir els pictes es van revoltar amb Drest al capdavant. El fracàs de la revolta, segellat a la batalla dels Dos Rius, va provocar la seva expulsió del regne i va ser succeït per Bridei mac Beli.
Segons els annals irlandesos, Drest VI va morir exiliat a Irlanda el 678.